# Tweede Kamerverkiezingen in het kiesdistrict Amsterdam III (1848-1850)

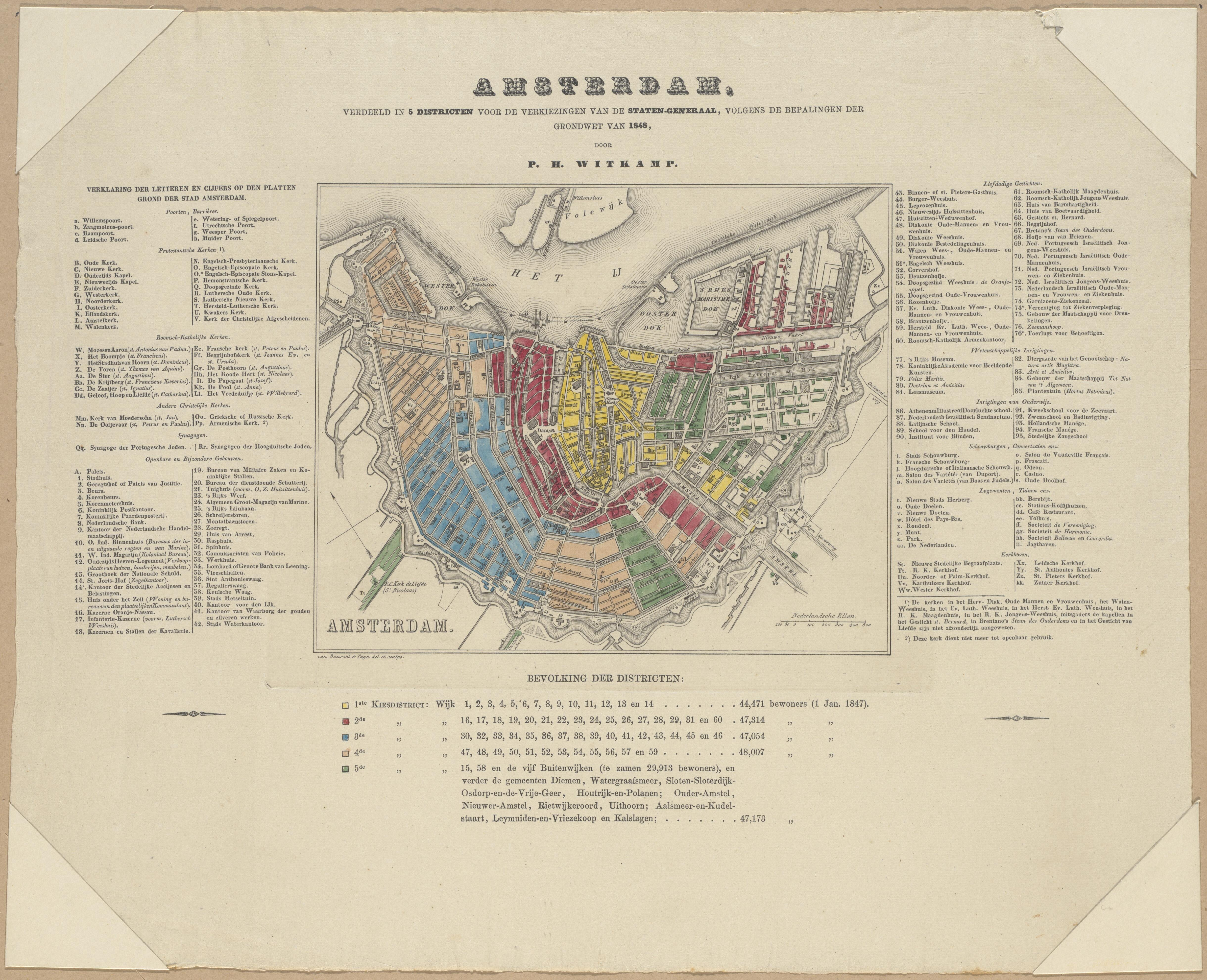
Kiesdistricten Amsterdam I-V (1848)

Tweede Kamerverkiezingen in het kiesdistrict Amsterdam III geeft een overzicht van verkiezingen voor de Nederlandse Tweede Kamer in het kiesdistrict Amsterdam III in de periode 1848-1850.
Het kiesdistrict Amsterdam III werd ingesteld na de grondwetsherziening van 1848. Tot het kiesdistrict behoorde een gedeelte van de gemeente Amsterdam .
Het kiesdistrict Amsterdam III vaardigde in dit tijdvak per zittingsperiode één lid af naar de Tweede Kamer. 
Legenda
- vet: gekozen als lid van de Tweede Kamer.

## 30 november 1848
De verkiezingen werden gehouden na ontbinding van de Tweede Kamer, na inwerkingtreding van de herziene grondwet.
|                          | 30 november |
| ------------------------ | ----------- |
| Kiesgerechtigden         | 461         |
| Opkomst                  | 370         |
| Geldige stemmen          | 362         |
| Blanco stemmen           | 3           |
| Kandidaten               |             |
| F.A. van Hall            | 203         |
| P. Bruining              | 109         |
| J. Heemskerk             | 5           |
| J.J. Teding van Berkhout | 5           |

## Opheffing
In 1850 werd het kiesdistrict Amsterdam III opgeheven. Het tot het kiesdistrict behorende deel van Amsterdam werd ingedeeld bij het nieuw ingestelde meervoudige kiesdistrict Amsterdam.